# Polska na zawodach Pucharu Europy w Lekkoatletyce 2002
Polska na zawodach Pucharu Europy w Lekkoatletyce 2002 – wyniki reprezentacji Polski w 23. edycji Pucharu Europy w 2002.
Zarówno reprezentacja żeńska, jak i reprezentacja męska wystąpiły w zawodach Superligi (I poziom rozgrywek), które odbyły się w dniach 22–23 czerwca 2002 w Annecy.

## Mężczyźni
Polska zajęła 6. miejsce wśród ośmiu zespołów, zdobywając 85 punktów i utrzymała się w superlidze.
- 100 m: Marcin Urbaś – 5 m. (10,42)
- 200 m: Marcin Urbaś – 2 m. (20,45)
- 400 m: Marek Plawgo – 3 m. (45,35)
- 800 m: Paweł Czapiewski – 3 m. (1:47,92)
- 1500 m: Paweł Czapiewski – 3 m. (3:48,77)
- 3000 m: Zbigniew Graczyk – 6 m. (8:16,68)
- 5000 m: Dariusz Kruczkowski – 8 m. (15:02,78)
- 110 m ppł: Artur Kohutek – 4 m. (13,53)
- 400 m ppł: Paweł Januszewski – 4 m. (49,20)
- 3000 m z przeszkodami: Rafał Wójcik – 6 m. (8:44,86)
- skok wzwyż: Grzegorz Sposób – 3 m. (2,25)
- skok o tyczce: Przemysław Czerwiński – 7 m. (4,85)
- skok w dal: Grzegorz Marciniszyn – 7 m. (7,53)
- trójskok: Jacek Kazimierowski – 6 m (16,67, wiatr +2,5)
- pchnięcie kulą: Leszek Śliwa – 8 m. (18,73)
- rzut dyskiem: Olgierd Stański – 3 m. (60,88)
- rzut młotem: Maciej Pałyszko – 3 m. (78,25)
- rzut oszczepem: Dariusz Trafas – 5 m. (80,13)
- sztafeta 4 × 100 m: Piotr Balcerzak, Marcin Jędrusiński, Marcin Urbaś, Zbigniew Tulin – 4 m. (39,08)
- sztafeta 4 × 400 m: Marcin Marciniszyn, Paweł Januszewski, Rafał Wieruszewski, Artur Gąsiewski – 5 m. (3:01,99)

## Kobiety
Polska zajęła 6. miejsce wśród ośmiu zespołów, zdobywając 75,5 punktów i spadła do I ligi (II poziom rozgrywek), albowiem ostatnia drużyna (Włochy) miała zagwarantowany start w rozgrywkach Superligi w 2003 jako gospodarz zawodów.
- 100 m: Beata Szkudlarz – 7 m. (11,44)
- 200 m: Beata Szkudlarz – 8 m. (23,83)
- 400 m: Grażyna Prokopek – 2 m. (51,34)
- 800 m: Anna Jakubczak – 7 m. (2:04,25)
- 1500 m: Lidia Chojecka – 2 m. (4:04,84)
- 3000 m: Lidia Chojecka – 3 m. (8:49,95)
- 5000 m: Marzena Michalska – 7 m. (16:46,91)
- 100 m ppł: Aurelia Trywiańska – 6 m. (13,12)
- 400 m ppł: Anna Olichwierczuk – 2 m. (55,11)
- 3000 m z przeszkodami: Justyna Bąk – 1 m. (9:43,38)
- skok wzwyż: Anna Ksok – 7 m.= (1,87, z jeszcze jedną zawodniczką)
- skok o tyczce: Monika Pyrek – 4 m. (4,20)
- skok w dal: Katarzyna Klisowska – 6 m. (6,41)
- trójskok: Liliana Zagacka – 6 m. (13,77)
- pchnięcie kulą: Krystyna Zabawska – 3 m. (18,52)
- rzut dyskiem: Joanna Wiśniewska – 5 m. (58,06)
- rzut młotem: Kamila Skolimowska – 6 m. (64,39)
- rzut oszczepem: Ewa Rybak – 7 m. (55,67)
- sztafeta 4 × 100 m: Beata Szkudlarz, Joanna Niełacna, Agnieszka Rysiukiewicz, Daria Onyśko – 6 m. (44,54)
- sztafeta 4 × 400 m: Anna Pacholak, Grażyna Prokopek, Zuzanna Radecka, Aneta Lemiesz – zdyskwalifikowane